# 日本スペースガード協会
特定非営利活動法人日本スペースガード協会（にほんスペースガードきょうかい、英: Japan Spaceguard Association、略称: JSGA）は、地球に衝突する可能性のある地球近傍小天体の発見・監視を行い、天体の衝突から地球環境を護ること（スペースガード）を目標とする日本の特定非営利活動法人（NPO法人）。

## 概要
1996年10月20日に発足し、1999年11月26日に特定非営利活動法人となる。
2001年に地球に接近する天体を探索する専門の観測施設として美星スペースガードセンターが岡山県井原市美星町に完成し、以後同協会が観測活動を行っている。また地球近傍小天体の広範囲な研究の促進とその啓蒙普及も行っている。美星スペースガードセンターの常勤スタッフは6名(2012年12月現在)。
2012年スペースガード研究センター部門を設立し、研究活動によりいっそう力を入れている。

## 理事長
- 磯部琇三（1996年10月20日-2006年12月31日、NPO法人以前は会長）[1]
- 高橋典嗣（2007年1月1日-2015年3月）[1]
- 白井正明 (2015年4月-2021年3月)[1]
- 奥村真一郎（2021年4月-）[1]

## ASTEROID
『ASTEROID』は日本スペースガード協会の発行する機関誌。元々1992年5月に『あすてろいど』の第1号が発行され、太陽系の小天体に関心を持つ希望者に配布されていた。1996年10月に日本スペースガード協会が発足し、それに伴って同協会の機関誌となった。
2002年11月20日発行の通巻第40号から、誌名を『ASTEROID』と改名した。